# Сува (мифология)
Сува́’ (араб. سواع‎) — имя одного из божеств древнеарабской мифологии. Упоминается в Коране (71:23) вместе с Ваддом, Ягусом, Яуком и Насром как божество, которому поклонялся народ пророка Нуха (Ноя).
Вероятно, божество Сува считалось покровителем стад. Оно было известно и на севере, и на юге Аравии, но главное его святилище было в Рухате (северо-западная Аравия). Ему поклонялось хиджазское племя хузайль. Некоторые южноаравийские племена также почитали его. Сува’ было объектом активного поклонения до появления ислама. В VI веке у Сува’ были святилища, многие из которых были разрушены мусульманами.